# Port de Vostotchny
Le port de Vostotchny (en russe : Порт Восто́чный , Port Vostotchny) est un port maritime russe d'importance fédérale situé dans la baie de Wrangel du golfe de Nakhodka, golfe de la côte nord-ouest de la mer du Japon. Il fait partie du plus grand port et centre de transport de Russie sur l'océan Pacifique, Vostotchny-Nakhodka, avec le port de Nakhodka. Le chiffre d'affaires du fret en 2020 s'élevait à 26,8 millions de tonnes.
Il est relié au chemin de fer Transsibérien par la ligne Ouglovaïa - Nakhodka. Il se situe dans l'est de la ville de Nakhodka, dans le kraï du Primorié, en Extrême-Orient-russe.

## Histoire
En 1968, les travaux de conception et d'étude débutent sur le site du futur port maritime. La construction a commencé le 16 décembre 1970, en avril 1971 elle a été déclarée projet de construction de choc de toute l'Union Komsomol et était sous le contrôle du Comité central du PCUS. Il était prévu de construire 64 postes d'amarrage d'une longueur de 15 kilomètres, de construire une ville satellite de 50 000 habitants pour les travailleurs du nouveau port ; Le chiffre d'affaires du port était censé être de 40 millions de tonnes par an. En décembre 1973, le premier navire, le transporteur de bois Shadrinsk, arriva pour être chargé dans le nouveau port. En mai 1976, le terminal à conteneurs entre en service. La construction d'un terminal charbonnier d'une capacité de 6 millions de tonnes par an a débuté en 1975, le premier charbon a été expédié en décembre 1978.
En 1996, les premières installations de la deuxième étape du terminal charbonnier ont été mises en service. La mise en service complète de la deuxième étape a porté sa capacité à 25 millions de tonnes par an.
En décembre 2009, « Spetsmornefteport Kozmino », entreprise exploitant un terminal de chargement pétrolier dans le port, a été inauguré. En 2012, la construction de la troisième phase du terminal charbonnier a commencé. L'ouverture de la troisième étape a eu lieu en septembre 2019. La troisième étape a porté la capacité du terminal charbonnier à 50-55 millions de tonnes par an,.

## Autorités portuaires
Le contrôle de l'État visant à assurer la sécurité de la navigation et l'ordre dans le port est assuré par l'institution de l'État fédéral « Administration du port maritime de Vostochny », dirigée par le capitaine du port de Vostochny.
Le contrôle et la supervision départementaux de l'application de la législation russe dans le port sont également assurés par : le bureau du procureur des transports de Nakhodka, le département des affaires intérieures des transports de la ligne Nakhodka, le service de l'administration territoriale de Nakhodka du FSB de Russie, la branche de Nakhodka de l'administration territoriale de Rosselkhoznadzor, et les douanes de Nakhodka.

## Évolution du tonnage
En 2013, le port de Vostotchny était le cinquième plus grand port commercial de Russie en termes de volume de marchandises. En 2016, le port est devenu le troisième port de son pays en termes de volume de marchandises, après le port de Novorossiïsk et le port d'Oust-Louga.
| Année              | 2005 | 2013 | 2014 | 2015 | 2016 | 2017 | 2018 | 2019 | 2020 | 2021 |
| ------------------ | ---- | ---- | ---- | ---- | ---- | ---- | ---- | ---- | ---- | ---- |
| millions de tonnes | 20.2 | 48.3 | 57,8 | 65.2 | 68,5 | 69,2 | 63,7 | 73,5 | 77,4 | 77,7 |

## Entreprises et installations
La plus grande entreprise de manutention du port est JSC Vostochny Port, spécialisée dans la manutention du charbon avec des équipements de convoyage. Le port de Vostotchny comprend également la cale sèche de VostCo, qui était le chantier de construction de structures pour le développement des champs pétrolifères offshore de l'île de Sakhaline.
Une autre division du port de Vostochny est le terminal pétrolier spécial maritime, où se trouve le terminus oriental du pipeline Sibérie orientale-océan Pacifique, situé dans la baie de Kozmino , avec un débit de marchandises de près de 15 millions de tonnes.

## Galerie

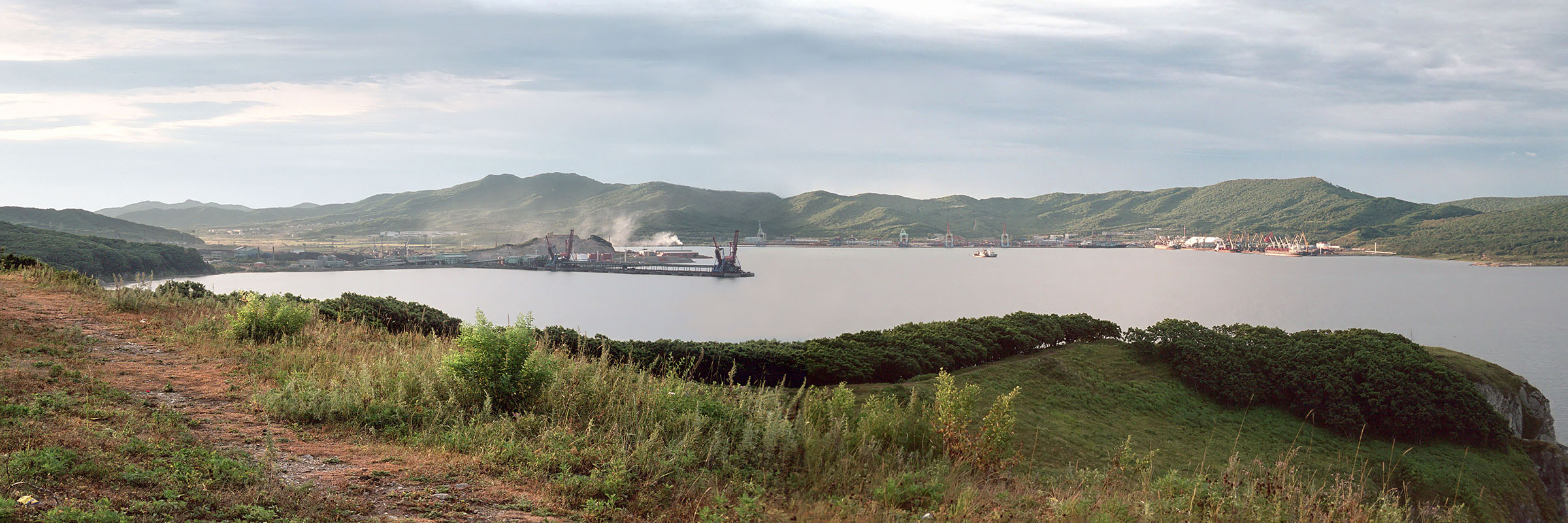
Baie de Wrangel en 2003.
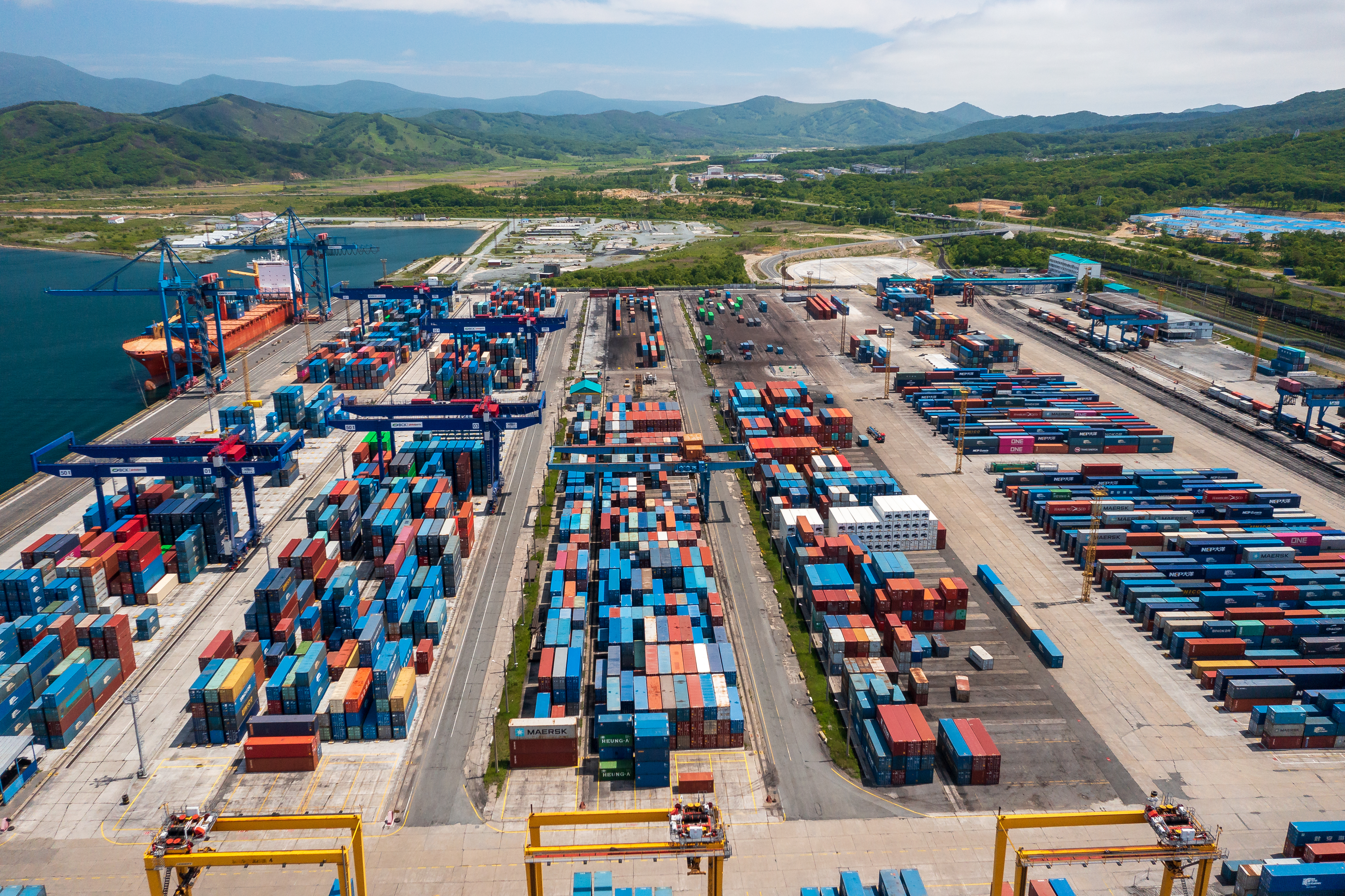
Conteneurs de la JSC Vostochny Port.
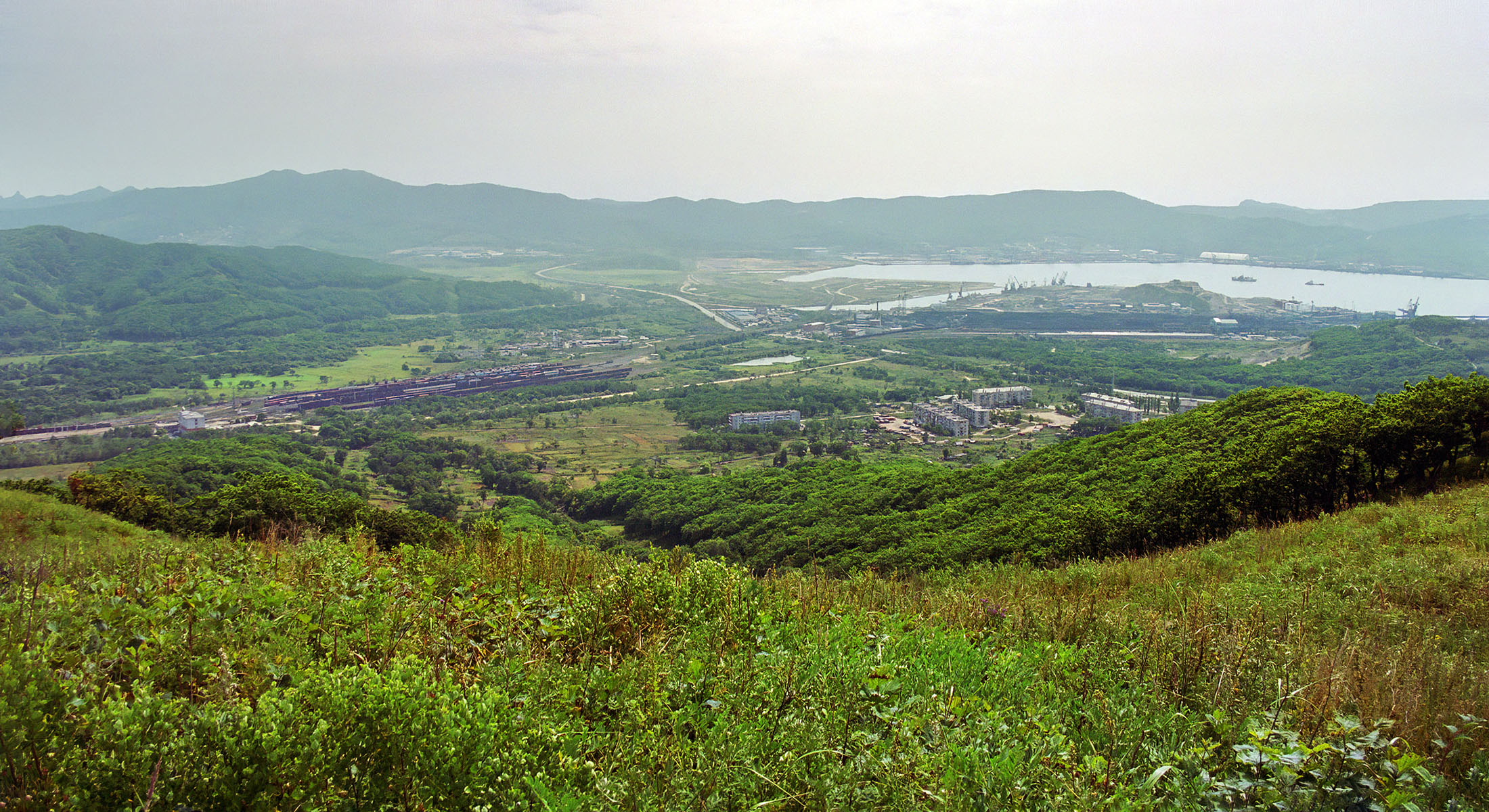
Vue en 2003.